# Alectona verticillata
Alectona verticillata är en svampdjursart som först beskrevs av Johnson 1899.  Alectona verticillata ingår i släktet Alectona och familjen Alectonidae. Inga underarter finns listade i Catalogue of Life.